# Association sportive Saint-Raphaël
Association Sportive Saint-Raphaël Volley-Ball – żeński klub piłki siatkowej z Francji. Swoją siedzibę ma w Saint-Raphaël. Został założony w 1947.

## Sukcesy
Mistrzostwo Francji:
- 2016
- 1993

Superpuchar Francji:
- 2016

Puchar Francji:
- 2019

## Kadra

### Sezon 2018/2019
| Nr | Imię i nazwisko     | Data ur. | Wzrost | Pozycja      |
| -- | ------------------- | -------- | ------ | ------------ |
| 1  | Karolina Goliat     | 1996     | 190    | atakująca    |
| 2  | Symone Abbott       | 1996     | 185    | przyjmująca  |
| 3  | Megan Viggars       | 1994     | 183    | rozgrywająca |
| 4  | Dominika Drobňáková | 1992     | 182    | przyjmująca  |
| 5  | Amber Rolfzen       | 1994     | 192    | środkowa     |
| 6  | Lucie Dekeukelaire  | 1993     | 175    | libero       |
| 7  | Marija Milović      | 1989     | 188    | środkowa     |
| 10 | Julie Mollinger     | 1990     | 180    | przyjmująca  |
| 11 | Michaela Abrhámová  | 1993     | 189    | środkowa     |
| 14 | Natalia Valentin    | 1989     | 170    | rozgrywająca |
| 18 | Charlotte Schiro    | 1997     | 182    | przyjmująca  |

### Sezon 2017/2018

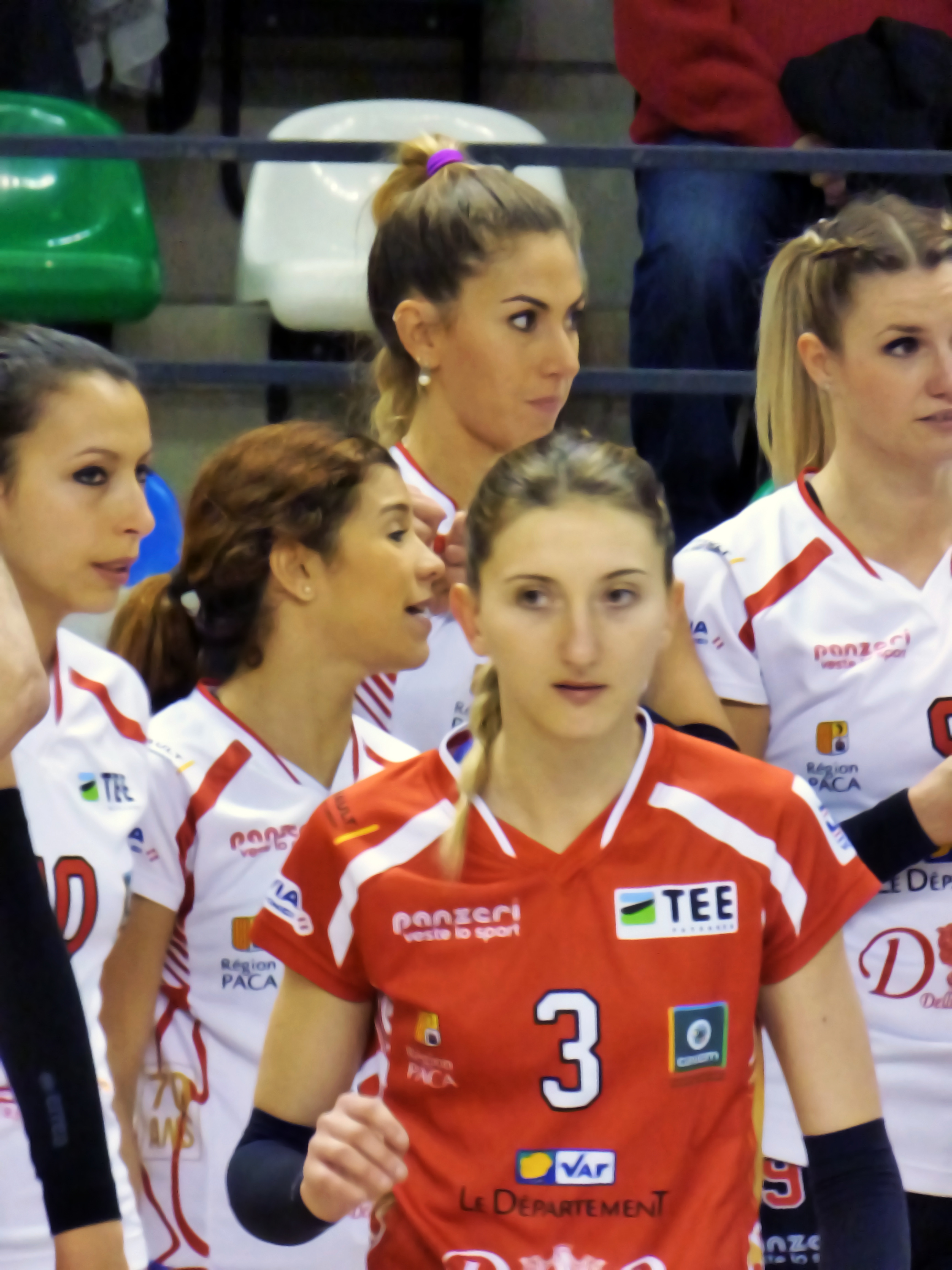
Siatkarki AS Saint-Raphaël VB w sezonie 2017/2018

| Nr | Imię i nazwisko           | Data ur. | Wzrost | Pozycja      |
| -- | ------------------------- | -------- | ------ | ------------ |
| 1  | Karolina Goliat           | 1996     | 190    | atakująca    |
| 2  | Kriistine Miilen          | 1996     | 183    | przyjmująca  |
| 3  | Amandine Giardino         | 1995     | 174    | libero       |
| 4  | Julie Oliveira Souza      | 1995     | 194    | atakująca    |
| 6  | Liesbet Vindevoghel       | 1979     | 189    | przyjmująca  |
| 9  | Vlatka Zahora             | 1985     | 188    | środkowa     |
| 10 | Julie Mollinger           | 1990     | 180    | przyjmująca  |
| 11 | Julieta Constanza Lazcano | 1989     | 190    | środkowa     |
| 12 | Alexandra Erhart          | 1994     | 180    | rozgrywająca |
| 14 | Natalia Valentin          | 1989     | 170    | rozgrywająca |
| 15 | Ludivine Casali           | 1998     | 171    | libero       |
| 18 | Kiesha Leggs              | 1990     | 186    | środkowa     |

### Sezon 2016/2017
| Nr | Imię i nazwisko     | Data ur. | Wzrost | Pozycja      |
| -- | ------------------- | -------- | ------ | ------------ |
| 1  | Michaela Abrhámová  | 1993     | 189    | środkowa     |
| 2  | Martina Šmídová     | 1986     | 179    | przyjmująca  |
| 3  | Amandine Giardino   | 1995     | 174    | libero       |
| 5  | Ciara Michel        | 1985     | 196    | środkowa     |
| 6  | Liesbet Vindevoghel | 1979     | 189    | przyjmująca  |
| 7  | Hana Novotni Kašić  | 1992     | 180    | rozgrywająca |
| 8  | Romane Pelaprat     | 1998     | 165    | libero       |
| 9  | Irene Gomiero       | 1990     | 180    | przyjmująca  |
| 11 | Sara Menghi         | 1983     | 183    | środkowa     |
| 12 | Veronica Angeloni   | 1986     | 186    | przyjmująca  |
| 15 | Anna Kajalina       | 1991     | 205    | atakująca    |
| 18 | Letizia Camera      | 1992     | 175    | rozgrywająca |

### Sezon 2015/2016
| Nr | Imię i nazwisko     | Data ur. | Wzrost | Pozycja      |
| -- | ------------------- | -------- | ------ | ------------ |
| 1  | Michaela Abrhámová  | 1993     | 189    | środkowa     |
| 3  | Amandine Giardino   | 1995     | 174    | libero       |
| 4  | Polina Idjilov      | 1992     | 178    | atakująca    |
| 5  | Romane Pelaprat     | 1998     | 165    | libero       |
| 6  | Liesbet Vindevoghel | 1979     | 189    | przyjmująca  |
| 7  | Christine Ngeleka   | 1994     | 183    | środkowa     |
| 8  | Kim Nowak           | 1995     | 178    | przyjmująca  |
| 9  | Irene Gomiero       | 1990     | 180    | przyjmująca  |
| 10 | Tanja Grbić         | 1988     | 178    | rozgrywająca |
| 11 | Sara Menghi         | 1983     | 183    | środkowa     |
| 12 | Veronica Angeloni   | 1986     | 186    | przyjmująca  |
| 15 | Anna Kajalina       | 1991     | 205    | atakująca    |